# Teatro Toreno
El Teatro Toreno és un espai teatral situat a la plaça Conde Toreno, de la població de Cangas del Narcea, (Astúries). És un edifici construït el 1927 per l'arquitecte Leopoldo Corujedo en el solar de l'antic solar donat pel Conde Toreno.